# Einstein (unidad de medida)
Un einstein es una unidad definida como la energía en un mol (6,022×1023) de fotones. Debido a que la energía es inversamente proporcional a la longitud de onda, la unidad es dependiente de la frecuencia. Esta unidad no forma parte del Sistema Internacional de Unidades y es redundante con el julio.

## Utilización
En estudios de fotosíntesis el einstein es a veces utilizado como una medida equivalente a un mol de fotones. Como tal, la radiación fotosintética activa (PAR en inglés) era anteriormente a menudo expresada en microeinsteins por segundo por metro cuadrado (μE m−2 s−1). Este uso tampoco forma parte del Sistema Internacional de Unidades, y cuando se utiliza de este modo es redundante con el mol.
Dado que la unidad no tiene un patrón de definición estándar y no forma parte del Sistema Internacional (SI), normalmente es mejor evitar su uso. La misma información sobre la radiación fotosintética activa puede ser expresada utilizando la convención del SI como, "Un flujo de fotones de N μmol m−2 s−1".
Esta unidad lleva el nombre del físico alemán Albert Einstein.

## Fórmulas

### Valor energético
Se tiene que:
{\displaystyle E=N\cdot h\cdot \nu }

siendo:
- {\displaystyle N} : Número de Avogadro (6,022 ×1023 mol−1)
- {\displaystyle h} : Constante de Planck (6,62606957 ×10-34 J×s)
- {\displaystyle \nu } : Frecuencia de la radiación electromagnética incidente (s−1)

### Fotones por unidad de superficie y por unidad de tiempo
Se tiene que:
{\displaystyle \mu E\cdot m^{-2}\cdot s^{-1}={\frac {P[mW]}{S[mm^{2}]}}\times 1000\times {\frac {\lambda [nm]}{120}}}
siendo:
- {\displaystyle {P[mW]}} : Potencia expresada en miliwatios
- {\displaystyle {S[mm^{2}]}} : Superficie en expresada en milímetros cuadrados
- {\displaystyle {\lambda [nm]}} : Longitud de onda de la radiación electromagnética expresada en nanómetros

## Ejemplo
A una longitud de onda de 555 nm (luz monocromática de color verde), la energía de un Einstein se corresponde con: 
{\displaystyle E=N\cdot h\cdot \nu =N\cdot h\cdot c/\lambda =6,022\,10^{23}\cdot 6,626\,10^{-34}\cdot 299.792.458/555\,10^{-9}=215536\,J}

siendo ({\displaystyle c=299.792.458\,m/s}) la velocidad de la luz, que permite convertir la frecuencia en longitud de onda a través de la relación ({\displaystyle \nu =c/\lambda }).
Es aproximadamente equivalente a la energía necesaria para mantener una iluminación de 100.000 lux (iluminación típica en un día claro) en una superficie de 1 m² durante 24,5 minutos:
{\displaystyle E=lux\cdot m^{2}\cdot s\cdot (1/683)\,(W/m^{2})=100.000\cdot 1\cdot (24,5\cdot 60)\cdot (1/683)=215227\,J}

siendo ({\displaystyle (1/683)\,(W/m^{2})}) la equivalencia entre lux y vatios por metro cuadrado.